# Malthodes schuberti
Malthodes schuberti is een keversoort uit de familie soldaatjes (Cantharidae). De wetenschappelijke naam van de soort werd in 1967 gepubliceerd door Wittmer.